# ThrustSSC

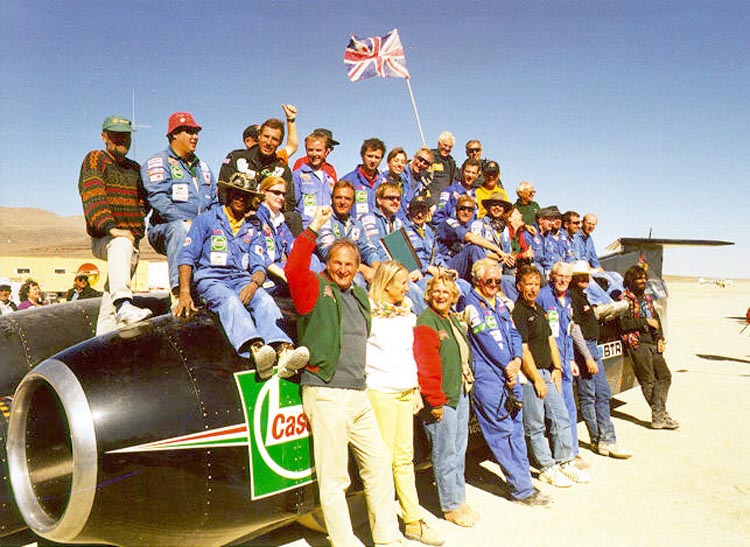
A csapat és a ThrustSSC.

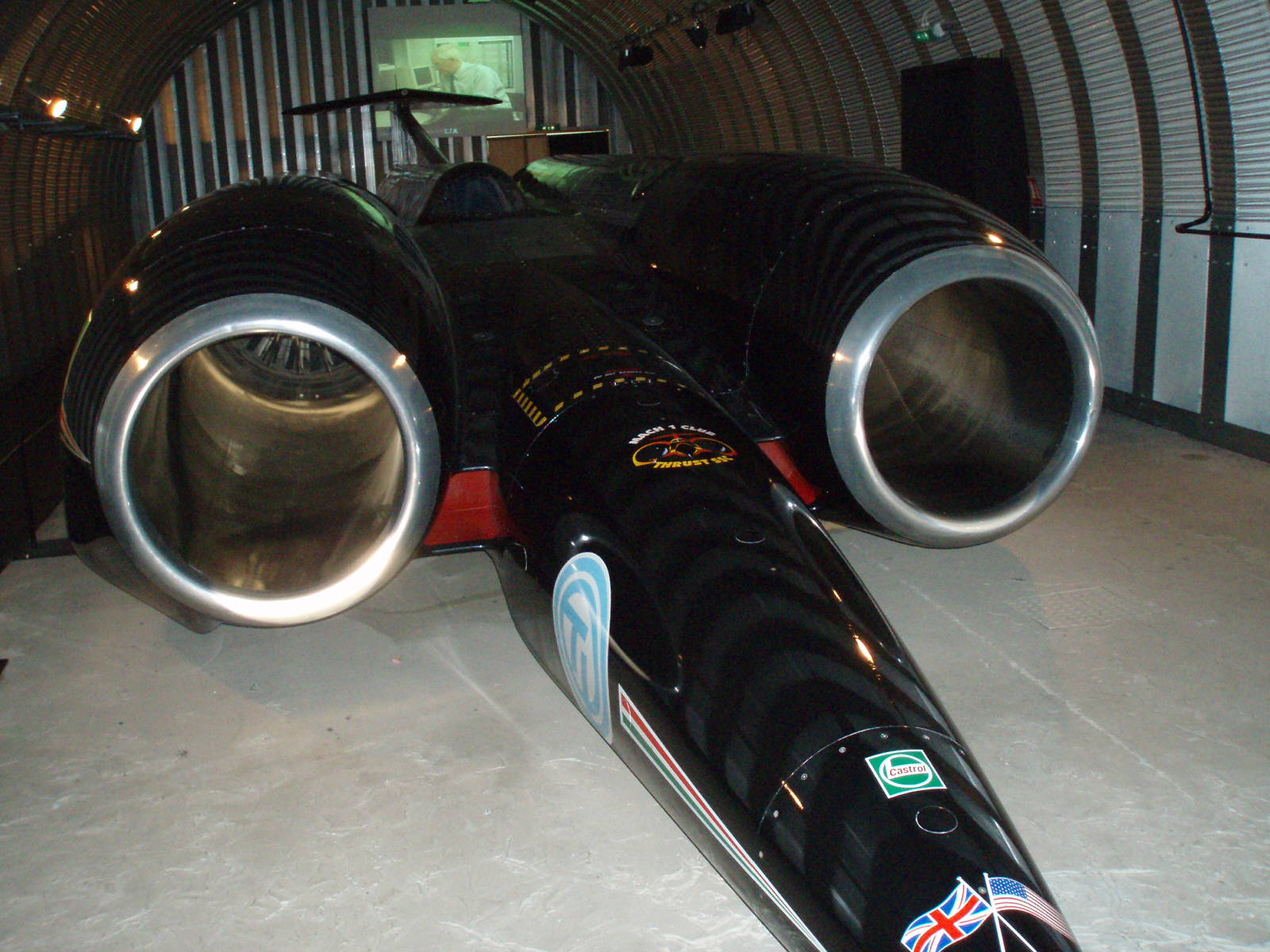
A ThrustSSC a Coventry Transport Museum-ban, 2007-ben.

A ThrustSSC (ejtsd: thrászt esz-esz-szi, SuperSonic Car azaz hangsebességű autó) egy brit tervezésű és építésű, sugárhajtású autó, mely a leggyorsabb szárazföldi jármű rekordját tartja. Richard Noble, Glynne Bowsher, Ron Ayers és Jeremy Bliss az 1990-es évek közepén azzal a céllal hozta létre, hogy segítségével megdöntsék az autók szárazföldi sebességi rekordját, amelyet 1983. október 4-e óta Noble egy korábbi autója, a Thrust2 tartott.
A rekord megdöntése 1997. október 15-én sikerült és az új – mind a mai napig érvényes – rekord 1228 km/h. Ez egyúttal azt is jelenti, hogy a jármű nevéhez méltóan átlépte a hangsebességet és 1,016 Mach-ot ért el.
Az autót a Brit Királyi Légierő vadászpilótája, Andy Green vezette a Nevada állambeli Black Rock sivatag tükörsima talaján. A ThrustSSC két, utánégetővel ellátott Rolls-Royce gázturbinás sugárhajtóművel volt felszerelve, amelyeket eredetileg brit gyártmányú F-4 Phantom II vadászrepülőgépeken alkalmaztak. A 16,5 méter hosszú, 3,7 méter széles és 10,5 tonna tömegű monstrum hajtóművei összesen 223 kN tolóerőt szolgáltattak és a maximális teljesítmény leadásakor minden egyes másodpercben 18,2 liter üzemanyagot égettek el. Ez hétköznapibban fogalmazva nagyjából 5500 l/100 km-es fogyasztásnak felel meg.
Miután az új rekordot hitelesítették, az Autósport Világtanács az alábbi közleményt adta ki:
Az Autósport Világtanács érvényesnek tekinti az új szárazföldi sebességi rekordot, amelyet Richard Noble ThrustSSC nevű csapata ért el Andy Green pilótával, 1997. október 15-én a Nevada állambeli Black Rock sivatagban. A történelem során ez az első alkalom, hogy szárazföldi jármű sebessége meghaladta a hang sebességét. Az új rekord:
- Sebesség 1 mérföldön           1227,986 km/h (763,035 mph)
- Sebesség 1 kilométeren       1223,657 km/h (760,345 mph)

Az eredmény rögzítve, a hanghatár áttörve mindkét irányban.
Párizs, 1997. november 11.
Ma Noble mindkét sebesség rekorder gépe (a Thrust2 és a ThrustSSC) megtekinthető az angliai Coventry Transport Museum-ban.
A rekord időpontja azért érdekes, mert szinte napra pontosan 50 évvel korábban (1947. október 14-én) sikerült ember vezette szerkezettel, egy Bell X–1 kísérleti rakétameghajtású repülőgéppel, Charles Yeager-nek elsőként átlépni a hangsebességet.
A történethez még hozzátartozik, hogy 1979. december 17-én egy Budweiser Rocket nevű rakétameghajtású szárazföldi jármű, Stan Barrett-tel a kormánya mögött már átlépte a hangsebességet, ám a mind a mai napig vitatott esemény nem hitelesített keretek között zajlott. Így az ott elért eredmény sem volt soha hiteles.

## Lásd még
- Thrust2
- Szárazföldi sebességi rekord
- Sugárhajtómű

## Külső hivatkozások
- A ThrustSSC hivatalos oldala
- A ThrustSSC műszaki adatai
- Video a ThrustSSC száguldásáról az autón elhelyezett kamerával
- Légifelvétel a ThrustSSC száguldásáról